# Roh Moo-hyun
Roh Moo-hyun, hangŭl 노무현, No Mu-hyeon IPA: [no.mu.hjʌn] (Gimhae, 1º settembre 1946 – Gimhae, 23 maggio 2009), è stato un politico sudcoreano, presidente della Corea del Sud dal 25 febbraio 2003 al 25 febbraio 2008. Prima di entrare in politica, Roh era un avvocato dei diritti umani.

## Attività politica
La sua carriera politica è stata segnata dal suo tentativo di sopraffare il regionalismo che stava prendendo sempre maggiore importanza all'interno della vita politica della Corea del Sud, culminando poi con la sua elezione alla presidenza. Il bisogno di un riformista liberale e la presenza di un partito anti-americano spianarono la strada alla vittoria di Roh.
Fra le più importanti mosse politiche di Roh troviamo l'impopolare decisione di mandare truppe coreane in Iraq, un tentativo fallito di spostare la capitale da Seul alla regione di Chungcheong, e un'offerta di formare una grande coalizione con il partito conservatore Hannara (traducibile in: Grande Partito Nazionale) che fu aspramente criticata. L'impopolarità di Roh è stata alimentata anche dalle sue politiche nei confronti della Corea del Nord, che è fonte di varie discussioni, specialmente in seguito al test nucleare della Corea del Nord.
Il 23 maggio 2009, forse a causa delle indagini per corruzione che si stavano portando avanti contro di lui, viene trovato morto probabilmente per suicidio.

## Vita privata
Da Kwon Yang-Sook (권양숙), Roh ebbe una figlia ed un figlio: Roh Jeong-yeon (노정연), che lavora come ambasciatrice,e Roh Geon-ho(노건호), che ha lavorato nella LG e adesso è uno studente MBA alla Stanford University.